# Бурунское сельское поселение
Бурунское се́льское поселе́ние — муниципальное образование в Шелковском районе Чечни Российской Федерации.
Административный центр — село Бурунское.

## История
Статус и границы сельского поселения установлены Законом Чеченской Республики от 14 июля 2008 года № 42-РЗ «Об образовании муниципального образования Шелковской район и муниципальных образований, входящих в его состав, установлении их границ и наделении их соответствующим статусом муниципального района и сельского поселения».

## Население
| 2010  | 2012  | 2013  | 2014  | 2015  | 2016  | 2017  |
| ----- | ----- | ----- | ----- | ----- | ----- | ----- |
| 936   | ↗962  | ↗1047 | ↘1036 | ↗1048 | ↗1062 | ↘1049 |
| 2018  | 2019  | 2020  | 2021  | 2023  | 2024  |       |
| ↘1046 | →1046 | ↘1042 | ↘839  | ↗852  | ↗867  |       |

## Состав сельского поселения
| № | Населённый пункт | Тип населённого пункта | Население |
| - | ---------------- | ---------------------- | --------- |
| 1 | Бурунское        | село                   | ↘907      |
| 2 | Зелёное          | посёлок                | ↘4        |
| 3 | Песчаное         | посёлок                | ↘20       |
| 4 | Рунное           | посёлок                | ↘5        |